# التحالف الديمقراطي الإرتري
التحالف الديمقراطي الإرتري منظمة تجمع عديد الحركات الإرترية تصف نفسها بـ«المقاومة». تعارض حكم أسياس أفورقي واصفة إياه بالدكتاتور، منتقدة وحدوية نظامه وإبعاده البلاد عن تراثها الثقافي والعربي ومعاداته لوحدة السودان واضطهاده لحرية الديانات ومعاداته للتعددية والتوجد الإيراني من تدريبات عسكرية للباسيج متهمة إياه بمعاونة الحوثيين في اليمن واستهداف المملكة العربية السعودية. كما يطالب التحالف بعقوبات عربية ودولية على نظام أفورقي.

## القياديون
الرئيس: حاج عبد النور.
نائب الرئيس: محمد صالح إبراهيم (مهندس)
سكرتير: تولدي مناسي
رئيس دائرة العلاقات الخارجية: بشير إسحاق.

## المبادئ
المبادئ العامة على النحو الآتي: 

1. صيانة السيادة الوطنية الجغرافية.

2. المحافظة على الوحدة الوطنية.

3. الإقرار بالتوزيع العادل للسلطة والثورة.

4. المواطنة أساس الحقوق والواجبات.

5. احترام التنوع الديني والثقافي والقومي.

6. الإقرار بحقوق الإنسان.

7. حماية الحقوق الدينية والسياسية والاجتماعية.

8. الحماية الدستورية وحرية تبني أي برنامج سياسي.

9. الشعب هو مصدر السلطة.

10. اللغتان العربية والتجرنية هما اللغتان الرسميتان لإرتريا، ويحق للقوميات الإرترية تطوير لغاتها.

11. الالتزام بإقامة نظام ديمقراطي قائم على التعددية.

12. التداول السلمي للسلطة وفصل السلطات التشريعية والتنفيذية والقضائية.

13. الإقرار بنظام لامركزي يضمنه الدستور.

14. مناهضة التمييز على أساس الدين أو الثقافة أو العرق، وإزالة الظلم عن المرأة.

15. التأكيد على إقامة علاقات بناءة مع دول العالم، ولاسيما دول وشعوب الجوار والمنطقة... وعدم التدخل في شؤون الغير والالتزام بالمواثيق والقرارات الدولية.

## المنظمات الأعضاء
1_ التنظيم الديمقراطي لعفر البحر الأحمر 
2_جبهةالإنقاذالوطني الإريترية
3_ جبهة التحرير الإريترية 
4_ الجبهة الديمقراطية للوحدة الإريترية
5_ الحركة الفيدرالية الديمقراطية الإريترية 
6_ الحزب الإسلامي الأريتري للعدالة والتنمية 
7_ حزب الشعب الديمقراطي الإريتري 
8_ حزب النهضة الأريتري 
9_ المؤتمرالإسلامي الإريتري
10_المؤتمر الشعبي الإريتري
11_ سابقا الحركة الديمقراطية لتحرير كوناما إريتريا(تم شطب الحركة من التحالف لمخالفتها مبادئ وميثاق التحالف)

## مصدر
1. 1 2  بوضوح على يوتيوب- يوتيوب قناة الحوار - تاريخ الولوج 22-11-2011.
2. 1 2 3  موقع الحزب الإسلامي الإرتري للعدالة والتنمية - تاريخ الولوج 22-11-2011 نسخة محفوظة 05 مارس 2016 على موقع واي باك مشين.
3. ↑  الميثاق الرسمي 2011 نسخة محفوظة 06 يوليو 2017 على موقع واي باك مشين. [وصلة مكسورة]